# Robert Burns Woodward
Robert Burns Woodward, ameriški organski kemik, * 10. april 1917, † 8. julij 1979.
Woodward je leta 1965 prejel Nobelovo nagrado za kemijo.